# Fuchskarspitze
Die Fuchskarspitze ist ein 2314 m ü. NHN hoher Berg in den Allgäuer Alpen. Neben dem südlich gelegenen Hauptgipfel (2314 m ü. NHN, Südgipfel) umfasst er die Nebengipfel Madonna (2243 m ü. NHN), Mittelspitze (2262 m ü. NHN, Mittelgipfel) und Nördliche Fuchskarspitze (2252 m ü. NHN, Nordgipfel).
Wie bei der benachbarten Bergschulter Wiedemerkopf ist an der Fuchskarspitze die Schichtung des Gesteins sehr auffällig. Westlich der Fuchskarspitze liegt das Prinz-Luitpold-Haus. Südöstlich der Fuchskarspitze liegt die Balkenscharte, über die der Anstieg vom Prinz-Luitpold-Haus zum Hochvogel verläuft.
Auf die Fuchskarspitze führen keine markierten Wege. Auch die leichtesten Anstiege erfordern Bergerfahrung. Durch die Ost- und Westseite der Fuchskarspitze führen zahlreiche Klettertouren.

## Anstiege

### Südgipfel
Von der Balkenscharte
- Schwierigkeit: I
- Zeitaufwand: 3/4 Stunde
- Ausgangspunkt: Balkenscharte
- Erstersteiger: Josef Enzensperger, 1897[1]
- Bemerkung: Normalweg auf den Südgipfel

Südgrat
- Schwierigkeit: II
- Zeitaufwand: 3/4 Stunde
- Ausgangspunkt: Balkenscharte
- Erstersteiger: unbekannt

Westgrat
- Schwierigkeit: IV-
- Zeitaufwand: 1½ Stunden
- Ausgangspunkt: Prinz-Luitpold-Haus
- Erstersteiger: unbekannt

### Nordgipfel
Für alle Anstiege auf den Nordgipfel ist das Prinz-Luitpold-Haus der Ausgangspunkt.
Verschneidung
- Schwierigkeit: III
- Zeitaufwand: 2 Stunden
- Erstersteiger: Willi Wechs, Kampmann, 1929

Schwarze Wand
- Schwierigkeit: IV
- Zeitaufwand: 3 Stunden
- Erstersteiger: Willi Wechs, Götel, 1929

Gelbe Wand
- Schwierigkeit: V
- Zeitaufwand: 3 Stunden
- Erstersteiger: Willi Wechs, Tröndle, 1934

### Mittelgipfel
Ausgangspunkt für alle Anstiege auf den Mittelgipfel ist die Balkenscharte, von der man die Ost-Flanke unterhalb des Mittelgipfels erreicht.
Plattenriß
- Schwierigkeit: III+
- Zeitaufwand: 1½ Stunden
- Erstersteiger: Willi Wechs, Tröndle, 1934

Madonna-Ostwand
- Schwierigkeit: V
- Zeitaufwand: 3 Stunden
- Erstersteiger: Willi Wechs, Deutelmoser, 1934

Madonna-Gütscharkante
- Schwierigkeit: IV
- Zeitaufwand: 2 Stunden
- Erstersteiger: Willi Wechs, Tröndle, 1934